# 紀元前29年
紀元前29年（きげんぜん29ねん）。

## 他の紀年法
- 干支 : 壬辰
- 日本
  - 垂仁天皇元年
  - 皇紀632年
- 中国
  - 前漢 : 建始4年
- 朝鮮
  - 高句麗 : 東明聖王9年
  - 新羅 : 赫居世29年
  - 檀紀2305年
- 仏滅紀元 : 515年
- ユダヤ暦 : 3732年 - 3733年

## できごと

### ローマ
- アウグストゥスが5度目の執政官になった。もう一人はセクストゥス・アップレイウスだった。アウグストゥスにはインペラトルの称号が与えられた。また、ヤーヌス神殿の門が閉じられたのは、ローマ史上3度目のことだった。
- マルクス・リキニウス・クラッスス・ディウェスがBastarnaeの王を殺害した。

### 文学
- 3月1日 - ホラティウスが頌歌Occidit Daci Cotisonis agmenを書いた。
- ウェルギリウスが『アエネイス』の執筆を開始した。

## 死去
- マリアムネ1世（英語版）:ヘロデ大王の妻（紀元前48年生）